# La Singla (documental)
La Singla és un documental hispanoalemany del 2023 escrit i dirigit per Paloma Zapata sobre la ballarina de flamenc Antònia Singla. Es va emetre al programa Sense ficció de TV3 el 2025.
La pel·lícula explora la trajectòria de la bailaora flamenca sorda La Singla, seguint la recerca sobre el tema que realitza la jove professora de flamenc Helena Kaittani.
La pel·lícula és una coproducció de La Fábrica Naranja, Malandar Films i Inselfilm Produktion i ha comptat amb la participació d'Arte/ZDF, Canal Sur, 3Cat i Movistar Plus+, i el suport de l'ICEC, ICAA i Creative Europe MEDIA.
La pel·lícula es va estrenar al 25è Festival de Documentals de Tessalònica el març de 2023. També es va projectar al Teatro Cervantes durant el 26è Festival de Màlaga el 15 de març de 2023. Distribuïda per Atera Films, es va estrenar als cinemes d'Espanya el 10 de novembre de 2023.